# Johanna Beisteiner
Johanna Beisteiner (Wiener Neustadt, 20 de fevereiro de 1976) é uma violonista clássica austríaca.

## Carreira
Johanna Beisteiner estudou na Universidade de Música e Performances Artísticas de Viena. Como solista, atua com orquestras bem conhecidas como Orquestra Filarmônica de Malta, Orquestra Sinfônica de Budapeste e Orquestra Sinfônica de Sóchi e com condutores renomados como Michelle Castelletti, Béla Drahos, Achim Holub e Oleg Soldatov.  É conhecida por suas interpretações da música clássica, mas também trabalha com compositores contemporâneos, incluindo Robert Gulya, Reuben Pace e Eduard Shafransky.
Em 2017 Beisteiner foi convidado pelo Festival Internacional de Barroco de Valletta para dar concertos em Teatru Manoel e Biblioteca Nacional de Malta. 

## Prêmios
- 2008: Troféu de cristal 200 anos Teatro della Concordia[3] (Monte Castello di Vibio,  Itália)
- 2011: Membro honorário da associação Castelo Hohenschönhausen, (Berlim, Alemanha)
- 2016: Prêmio Teatro della Concordia 2016, Itália[4]

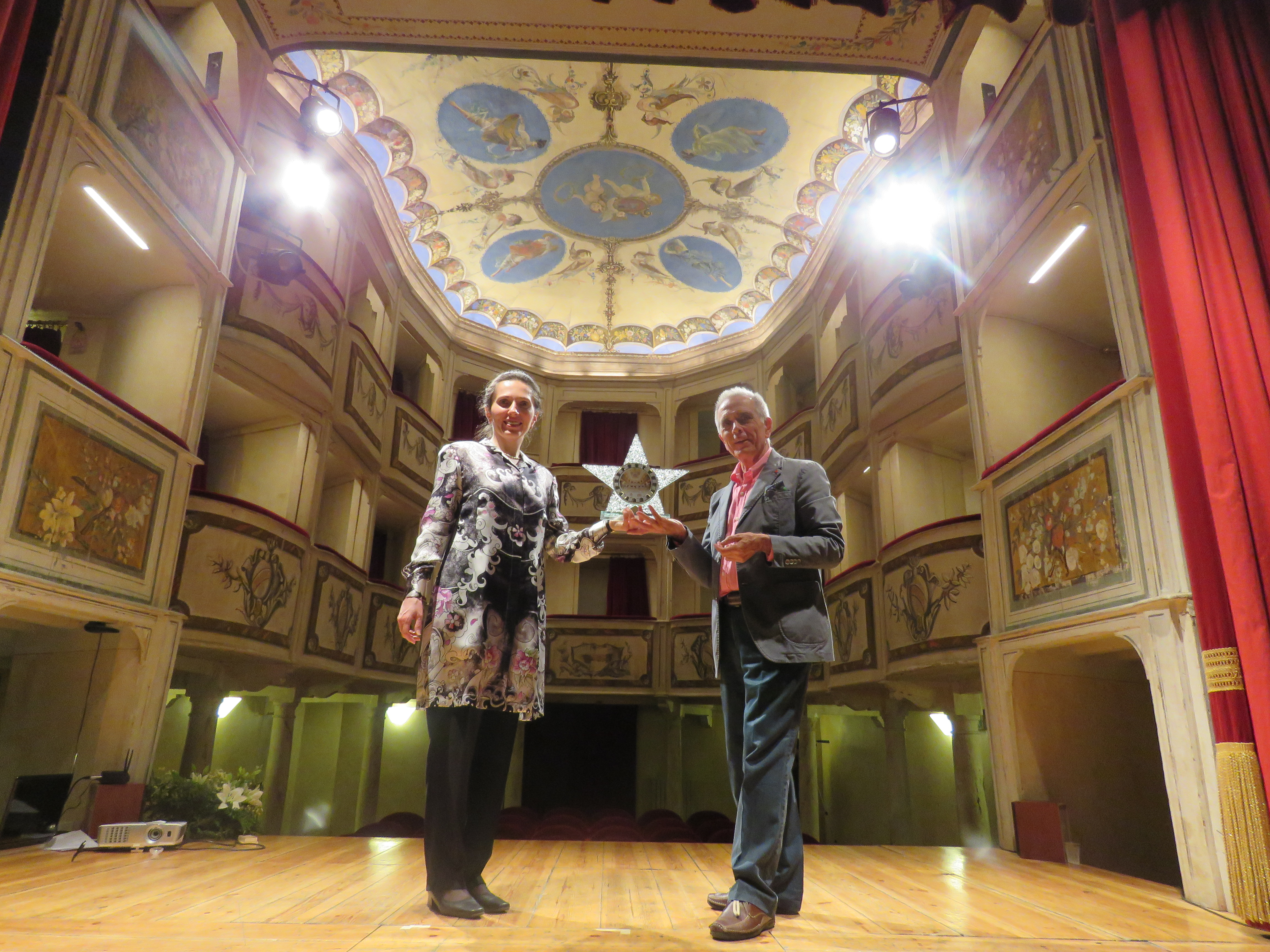
Johanna Beisteiner (à esquerda) recebendo o Prêmio Teatro della Concordia 2016 de Edoardo Brenci (Presidente da Società del Teatro della Concordia, à direita).

## Estreias

### Obras de Robert Gulya
- 2000: Fairy Dance para guitarra sola
- 2006: Capriccio para guitarra e piano
- 2007: Night Sky Preludes para guitarra sola
- 2009: Concerto para  guitarra e orquestra.
- 2009: The Milonguero and the Muse (Tango) para flauta, guitarra e orquestra de cordas
- 2010: Waltz para guitarra sola
- 2013: Nutcracker Variations para guitarra e orquestra de cordas

### Obras de Reuben Pace
- 2017: Concertino para guitarra, cravo e orquestra

### Obras de Eduard Shafransky
- 2004: Réquiem para guitarra
- 2007: Caravaggio oggi or Reflections on a painting by Caravaggio
- 2007: Night in Granada
- 2009: Old quarters of Alanya
- 2009: Songs of breakers

## Discografia

### CD
- 2001: Dance Fantasy
- 2002: Salon
- 2004: Between present and past
- 2007: Virtuosi italiani della chitarra romantica
- 2012: Austrian Rhapsody
- 2016: Don Quijote

### DVD
- 2010: Live in Budapest

### Soundtracks
- 2005: Truce[5]
- 2007: S.O.S Love![6]